# Communauté de communes Berry Loire Puisaye
Die Communauté de communes Berry Loire Puisaye ist ein französischer Gemeindeverband mit der Rechtsform einer Communauté de communes im Département Loiret in der Region Centre-Val de Loire. Der Gemeindeverband wurde am 13. Oktober 2016 gegründet und umfasst 20 Gemeinden. Der Verwaltungssitz befindet sich im Ort Briare.

## Historische Entwicklung
Der Gemeindeverband entstand mit Wirkung vom 1. Januar 2017 durch die Fusion der Vorgängerorganisationen
- Communauté de communes du Canton de Briare und
- Communauté de communes du Canton de Châtillon-sur-Loire.

## Mitgliedsgemeinden
| Gemeinde                                   | Einwohner 1. Januar 2022 | Fläche km² | Dichte Einw./km² | Code INSEE | Postleitzahl |
| ------------------------------------------ | ------------------------ | ---------- | ---------------- | ---------- | ------------ |
| Adon                                       | 192                      | 24,65      | 8                | 45001      | 45230        |
| Autry-le-Châtel                            | 858                      | 50,56      | 17               | 45016      | 45500        |
| Batilly-en-Puisaye                         | 106                      | 17,35      | 6                | 45023      | 45420        |
| Beaulieu-sur-Loire                         | 1.750                    | 48,83      | 36               | 45029      | 45630        |
| Bonny-sur-Loire                            | 1.851                    | 25,80      | 72               | 45040      | 45420        |
| Breteau                                    | 95                       | 16,45      | 6                | 45052      | 45250        |
| Briare                                     | 5.012                    | 45,41      | 110              | 45053      | 45250        |
| Cernoy-en-Berry                            | 427                      | 28,23      | 15               | 45064      | 45360        |
| Champoulet                                 | 52                       | 9,36       | 6                | 45070      | 45420        |
| Châtillon-sur-Loire                        | 3.152                    | 40,67      | 78               | 45087      | 45360        |
| Dammarie-en-Puisaye                        | 173                      | 25,89      | 7                | 45120      | 45420        |
| Escrignelles                               | 57                       | 14,04      | 4                | 45138      | 45250        |
| Faverelles                                 | 175                      | 18,92      | 9                | 45141      | 45420        |
| Feins-en-Gâtinais                          | 30                       | 11,89      | 3                | 45143      | 45230        |
| La Bussière                                | 761                      | 35,23      | 22               | 45060      | 45230        |
| Ousson-sur-Loire                           | 702                      | 5,35       | 131              | 45238      | 45250        |
| Ouzouer-sur-Trézée                         | 1.124                    | 61,63      | 18               | 45245      | 45250        |
| Pierrefitte-ès-Bois                        | 286                      | 27,18      | 11               | 45251      | 45360        |
| Saint-Firmin-sur-Loire                     | 509                      | 24,76      | 21               | 45276      | 45360        |
| Thou                                       | 213                      | 15,16      | 14               | 45323      | 45420        |
| Communauté de communes Berry Loire Puisaye | 17.525                   | 547,36     | 32               | –          | –            |